# Ye Swe
Ye Swe (ur. 6 lipca 1939) – birmański bokser wagi muszej, uczestnik Letnich Igrzysk Olimpijskich 1956.
Jedyny swój pojedynek na igrzyskach Ye Swe stoczył 26 listopada. Zaczynał on zmagania od drugiej rundy, ponieważ w pierwszej miał wolny los. W pojedynku o ćwierćfinał poniósł porażkę przez nokaut z Irlandczykiem Johnem Caldwellem, który zdobył w tym turnieju brązowy medal.
Jest najmłodszym birmańskim olimpijczykiem (w chwili startu miał 17 lat i 141 dni).